# Мулен Руж
«Муле́н Руж» (фр. Moulin Rouge, досл. «"Червоний млин"») — знамените класичне кабаре в Парижі, побудоване 1889 року. Мулен Руж — одна з визначних пам'яток французької столиці. Розташоване в 18 муніципальному окрузі, на бульварі Кліші. Найближча станція метро — лінія 2, станція Blanche.

## Історія

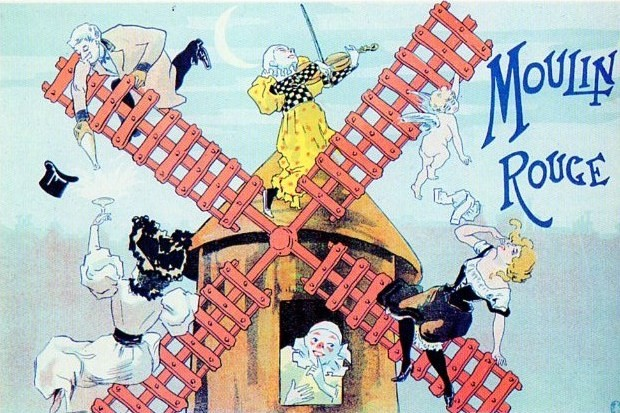
Одна з історичних афіш «Мулен Руж»

6 жовтня 1889 року, приурочивши відкриття кабаре до початку Всесвітньої виставки в Парижі та завершення будівництва Ейфелевої вежі, Жозеф Оллер і його компаньйон Шарль Зідлер запросили парижан на відкриття нового кабаре «Мулен Руж» на площі Бланш. Намагаючись розширити межі розважального району Монмартр, Оллер навмисно вибрав місце для свого кабаре неподалік від площі Пігаль та бульвару Рошешуар, де в той час процвітало інше кабаре «Елізе-Монмартр». Назву кабаре дав дерев'яний вітряний млин з крилами червоного кольору, створений декоратором Леоном-Адольфом Вілеттом. Червоний колір крил натякав на район червоних ліхтарів.
В «Мулен Руж» збиралися не тільки представники середнього класу, але й аристократи, люди мистецтва (Пікассо, Оскар Уайльд) і навіть члени королівських сімей, наприклад, принц Уельський. Головною ознакою закладу був знаменитий канкан. Серед зірок першого покоління танцівниць були Іветта Гільбер, Ла Гулю та Жанна Авріль («Динаміт»), яких Зідлер переманив з «Елізе-Монмартр».
Тогочасні зірки «Мулен Руж» відомі насамперед з плакатів Анрі Тулуз-Лотрека, який з часу відкриття кабаре став його завсідником. Він приходив сюди щовечора, щоб дивитися на прекрасних танцівниць й створювати тут свої картини.
У 1915 році «Мулен Руж» згорів, але в 1921 році знову відкрив свої двері відвідувачам. Тепер тут ставили оперети та ревю; також кабаре іноді використовували як кінотеатр. Під час Другої світової війни діяльність кабаре було припинено, але в післявоєнні роки вистави поновилися. В «Мулен Руж» виступали відомі шансоньє Шарль Трене та Шарль Азнавур. У 1964 році на сцені було споруджено гігантський «акваріум», в якому плавали / виступали голі танцівниці.
У 1990-х роках «Мулен Руж» мав фінансові труднощі, фільм База Лурманна «Мулен Руж!», що вийшов на великі екрани в 2001 році, повернув кабаре колишню популярність. Зараз «Мулен Руж» є одним із символів Парижа і одним з двох уцілілих млинів Монмартра (другий — «Мулен де ла Галет»). Кабаре розраховане на 850 відвідувачів, які, як і за часів Тулуз-Лотрека, приходять подивитися знаменитий канкан, одну з візитних карток Франції. Щовечора кабаре представляє ревю «Феєрія», в якому залучені найкращі танцюристи, близько 1000 костюмів та розкішні декорації.

## Ревю в «Мулен Руж» з 1963 року

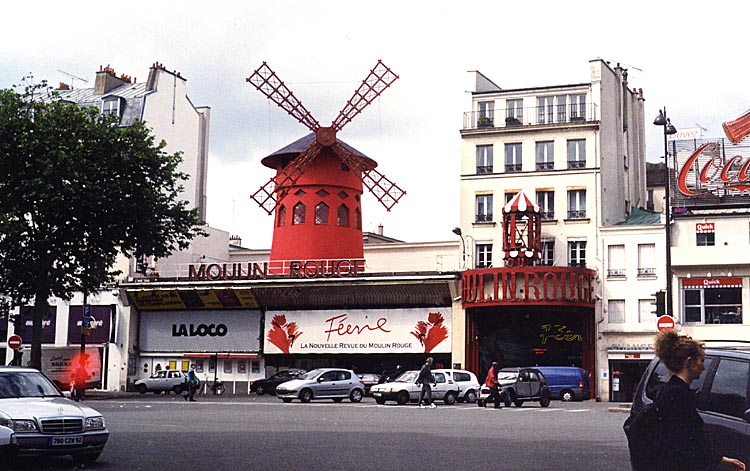
«Мулен Руж» вдень

З 1963 року назви всіх ревю в «Мулен Руж» починаються на літеру F.
- 1963—1965 : Frou-Frou
- 1965—1967 : Frisson
- 1967—1970 : Fascination
- 1970—1973 : Fantastic
- 1973—1976 : Festival
- 1976—1978 : Follement
- 1978—1983 : Frénésie
- 1983—1988 : Femmes, Femmes, Femmes
- 1988—1999 : Formidable
- 2000—2014 : Féerie

## «Мулен Руж» в культурі

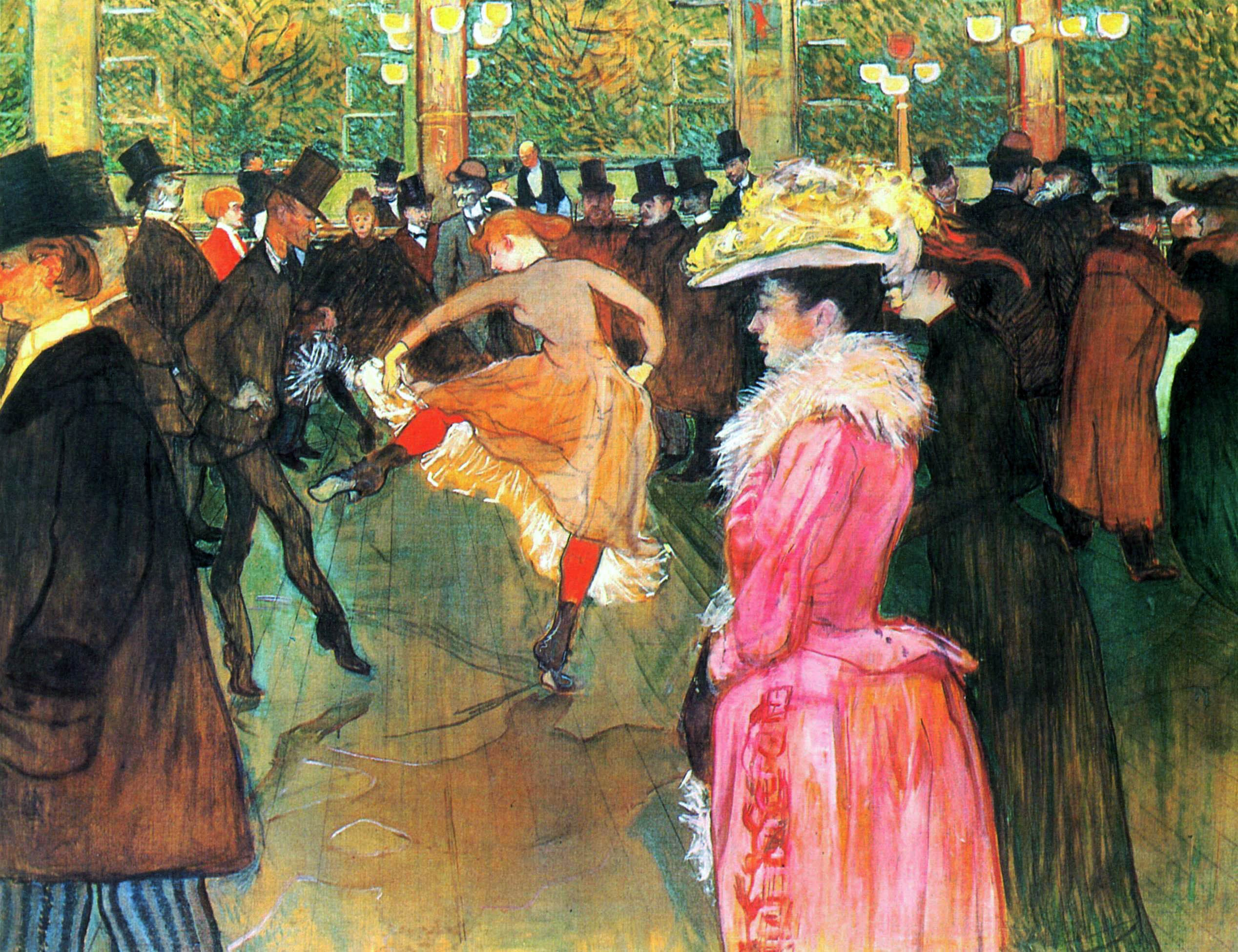
Танець у «Мулен Руж». Тулуз-Лотрек, 1889

Про знамените кабаре в різний час було знято багато фільмів:
- «Мулен Руж» (1928)
- «Мулен Руж» (1934)
- «Мулен Руж» (1939)
- «Мулен Руж» (1944)
- «Мулен Руж» (1952)
- «Мулен Руж!» (2001)

Крім того, про «Мулен Руж» написана велика кількість пісень, музичних творів, найвідомішим з яких є спільна робота Крістіни Агілери, Pink, Ліл Кім і Mýa «Lady Marmalade», що увійшла в саундтрек до фільму «Мулен Руж».
У письменника П'єра Ла Мюра є роман «Мулен Руж. Трагічне життя Тулуз-Лотрека», що вийшов в 1950 році й за яким було знято фільм у 1952 році.